# Liste d'écrivains chinois
Cet article contient une liste des principaux écrivains chinois de l'Antiquité à aujourd'hui.

## Antiquité, dynastiesQin,Hanet suiv.
- 屈原　　 Qu Yuan (340 ? -278 ? av. J.-C.)
- 宋玉　　 Song Yu (IIIe siècle av. J.-C.)
- 韓非子   Han Fei Zi (?-233 av. J.-C.), Le Tao du Prince
- 陸賈     Lu Jia (Han occidental) (en) (actif vers -200), Nouveaux Principes de politique
- 司馬遷　 Sima Qian (145-86/85 av. J.-C.), Mémoires historiques
- 司馬相如 Sima Xiangru (179-117 av. J.-C.)
- 王充     Wang Chong (vers 27-97), Discussions critiques
- 班固　　 Ban Gu (32-92)
- 張衡　　 Zhang Heng (78-139)
- 曹操　　 Cao Cao (155-220)
- 曹丕　　 Cao Pi (187-226)
- 曹植　　 Cao Zhi (192-232)
- 嵇康　　 Xi Kang (223-262)
- 陸機　　 Lu Ji (261-303)
- 陶淵明　 Tao Yuanming (365 ou 372-427)
- 謝靈運　 Xie Lingyun (385-422)
- Liu Yiqing (403-444)

- 劉勰　　 Liu Xie (? -520 ?)

## Dynasties desTanget suiv.
- 寒山　 Hanshan (680 ?-793 ?), poète, Le Mangeur de brumes
- 孟浩然 Meng Haoran (689 ou 691-740), poète
- 王維　 Wang Wei (701-761)
- 李白　 Li Bai (701-762)
- 杜甫　 Du Fu (712-770)
- 岑参   Cen Can (715-770)
- 韓愈　 Han Yu (768-824)
- 白居易 Bai Juyi (772-846)
- 柳宗元 Liu Zongyuan (773-819)
- 元稹　 Yuan Zhen (779-831)
- 盧仝   Lu Tong (790-835)
- 许浑  Xu Hun (788-v. 858)
- 李賀　 Li He (791-817)
- 杜牧　 Du Mu (803-852)
- 仰山慧寂 Yangshan Huiji (807-883)
- 李商隱 Li Shangyin (812-858)
- 李煜　 Li Yu (937-978)
- 王勃 Wang Bo, 杨炯 Yang Jiong, 陈子昂 Chen Ziang, 骆宾王 Luo Binwang, Song Zhiwen, 高适 Gao Shi, Chang Jian, Jiaoran, 韦应物 Wei Yingwu, 王昌龄 Wang Changling, Zhang Ji.

## DynastieSonget suiv.
- 柳永　 Liu Yong (987-1053), poète
- 歐陽修 Ouyang Xiu (1007-1072), poète, prosateur, Nouveau Livre des Tang, Nouvelle Histoire des Cinq Dynasties, Relation du kiosque du vieil ivrogne
- 王安石 Wang Anshi (1021-1086), poète, prosateur
- 蘇軾　 Su Shi (1036/1037-1101), Sur soi-même
- 黄庭堅　 Huang Tingjian (1045-1105), Poème de Du Fu à He Lanxian, Biographies de Lian Po et Lin Xiangru
- 李清照 Li Qingzhao (1084-1151 ?), poétesse, Les Fleurs du cannelier
- 陸游　 Lu You (1125-1210), poète
- 辛棄疾 Xin Qiji (1140-1207), poète
- 文天祥 Wen Tianxiang (1236-1282), politique, écrivain
- 漢卿　 Guan Hanqing (1240c-1320), dramaturge, Le Ressentiment de Dou E, Le Rêve aux papillons, Lu Zhailang...
- 馬致遠 Ma Zhiyuan (1226 ?-1285 ?) , dramaturge, Chen Tuan dort sur les cimes, Le Pavillon Yueyang, Larmes sur la tunique sombre...
- 王實甫 Wang Shifu (1250 ?-1337 ?), dramaturge, Xixiang ji (L'Histoire du pavillon d'Occident, vers 1300)
- 白朴　 Bai Pu (1226 ?-1306 ?), dramaturge, Pluie sur les sterculiers (梧桐雨, Wutong yu)
- 施耐庵 Shi Nai'an (1296 ?-1370 ?), Au bord de l'eau
- 宋濂 Song Lian (1310-1381), critique d'art, Origines de la peinture (Huayuan)
- 劉基 Liu Bowen (en) (dit "Liu Ji", 1311-1375), stratège, philosophe
- 羅貫中 Luo Guanzhong (1330 ?-1400 ?), romancier, Les Trois Royaumes (Sānguózhì yǎnyì)

## Dynastie desMing
- 承恩　 Wu Cheng'en (1500 ?-1582 ?), La Pérégrination vers l'Ouest
- 湯顯祖 Tang Xianzu (1550-1616), poète, dramaturge, Hongquan yicao (Source écarlate, herbe sereine), Le Pavillon aux pivoines (1598)
- 袁宏道 Yuan Hongdao (1568-1610), Nuages et Pierres
- 馮夢龍 Feng Menglong (1574-1645), dramaturge, parolier, San Yan (Trois propos), Chants du terroir
- 凌濛初 Ling Mengchu (1580-1644), Pai'an jingqi (L'Amour de la renarde), Spectacles curieux d'aujourd'hui et d'autrefois
- 金聖嘆 Jin Shengtan (? -1661), dont la meilleure version compilée de Au bord de l'eau (Le Récit des berges)
- Lanling Xiaoxiao Sheng (蘭陵笑笑生 (Érudit railleur de Lanling), Jin Ping Mei

## Dynastie desQing
- Wu Yuantai, Pérégrination vers l'Est[1]
- 李笠翁 Li Yu (1611-1680) dit Li Liweng (1611-1679/80), dramaturge, romancier, essayiste, La Chair comme tapis de prière, Les Carnets secrets
- 冒襄   Mao Xiang (1611-1693), écrivain, calligraphe, La dame aux pruniers ombreux
- 蒲松齡 Pu Songling (1640-1715), écrivains, Liaozhai zhiyi (Contes étranges du studio du bavard)
- 戴名世 Dai Mingshi (ca) (1653-1713/1717), prosateur, Nanshan ji (Recueil de la montagne du Sud)
- 吳敬梓 Wu Jingzi (1698/1701-1754/1779), romancier, Chronique indiscrète des mandarins
- 袁枚　 Yuan Mei (1716-1797), fonctionnaire, poète, Divers plaisirs à la villa Sui, Ce dont le Maître ne parlait pas
- 紀昀 Ji Yun (1724-1805), politique, philosophe, Notes de la chaumière des observations subtiles (Yuewei caotang biji), Passe-temps d'un été à Luanyang (Luanyang xiaoxia lu)
- 曹雪芹 Cao Xueqin (1715/1724-1763/1764), poète, romancier, peintre, Le Rêve dans le pavillon rouge
- Shen Fu (1763-1810), Six récits au fil inconstant des jours
- 黄遵憲　 Huang Zunxian (1848-1905), poète, diplomate, Traités du Japon (1890), Journal pour les affaires contemporaines, Poèmes de l'environnement humain

## Période moderne

### 1850
- 林紓　 Lin Shu (1852-1924), adaptateur de 180 romans occidentaux
- 嚴復　 Yan Fu (1853-1921), philosophe
- 韓邦慶   Han Bangqing (en) (1856-1894, "Han Ziyun"), romancier, Les filles chantantes de Shanghai (en) (1892, adapté au cinéma Les Fleurs de Shanghai (1998))
- 劉鶚　 Liu E (1857-1909), entrepreneur, L'Odyssée de Lao Ts'an (1907, Pérégrinations d'un clochard)

### 1860
- 孫中山 Sun Yat-sen (1866-1925, Sun Zhongshan, Sun Wen), politique, père de la Nation, Les fondamentaux de la reconstruction nationale (1924)

### 1870
- 曾朴/曾樸  Zeng Pu (1872-1935), romancier, Fleur sur l'océan des péchés
- 王國維 Wang Guowei (1877-1927), historien, poète

### 1880
- 魯迅　 Lu Xun (1881-1936), nouvelliste, Cris, Errances (1926), Contes anciens à notre manière
- 裕德齡 Lizzie Yu Der Ling (1885-1944), princesse, témoignage, Deux ans dans la Cité Interdite (1911)
- 裕容齡 Nellie Yu Roung Ling (1889-1973), danseuse, princesse,  Mémoires de ma vie à la cour impériale mandchoue

### 1890
- 李劼人 Li Jieren (1891-1962), romancier, traducteur, Rides sur les eaux dormantes (1936)
- 郭沫若 Guo Moruo (1892-1978, "Kouo Mo-jo"), poète, nouvelliste, autobiographe, Nüshen (Les Déesses, 1921), Mes années d'enfance, Le chat noir, Le Chant des vagues
- 許地山 Xu Dishan (1893-1941), nouvelliste
- 蘇曼殊 Su Manshu (1894-1918), romancier, La Solitude de l'oie sauvage, Les Larmes rouges du bout du monde
- 林语堂 Lin Yutang (1895-1976), inventeur, romancier, Un moment à Pékin (1939), L'Impératrice de Chine, Du paganisme au christianisme
- 茅盾　 Mao Dun (1896-1981), romancier, L'Éclipse (Shi, 1927-1928, trilogie : Désillusion, Oscillation, Quête), Hong (Arc-en-ciel, 1930), Minuit
- 徐志摩 Xu Zhimo (1896-1936), poète, Les poèmes de Zhimo, Le tigre, Une nuit à Florence, Vagabonder dans les nuages
- 郁達夫 Yu Dafu (1896-1945), nouvelliste, Le Naufrage (1921), Rivière d'automne, Les Cendres froides, Les Os des poules, Le Passé, La Brebis égarée, Les Fougères
- 老舍　 Lao She (1897-1966), romancier, Le Pousse-pousse (1937), Quatre générations sous un même toit (1949)
- 朱自清 Zhu Ziqing (1898-1948), poète, nouvelliste, La Silhouette vue de dos, Traces
- 田漢　 Tian Han (1898-1968), poète, dramaturge, Princesse Wencheng (1960~), La Marche des Volontaires (1934)
- 聞一多 Wen Yiduo (1899-1946), poète, Bougie rouge, Eaux stagnantes

### 1900
- 柔石   Rou Shi (1902-1931), romancier, Février
- 趙景深 Zhao Jingshen (1902-1985), écrivain, traducteur
- 沈從文 Shen Congwen (1902-1988), nouvelliste, romancier, La Ville frontalière (1934), Le Passeur du Chadong, L'eau et les nuages
- 丁玲  Ding Ling (1904-1986), nouvelliste, romancière, Le Soleil illumine le fleuve Sanggan (1948), La Grande Sœur (1979)
- 巴金　 Ba Jin (1904-2005), nouvelliste, romancier, Nuit glacée (1946), Le Torrent (trilogie)
- 赵树理  Zhao Shuli (en) (1906-1970), journaliste, nouvelliste, romancier, Le mariage du petit Erhei, Les rimes de Li Youcai, Le changement arrive au village familial Li, Village Sanliwan
- Chen Ming (1908-1996), Les nuages noirs s amoncellent

### 1910
- 曹禺　 Cao Yu (1910-1996)
- 錢鍾書  Qian Zhongshu (1910-1998), nouvelliste, romancier, La Forteresse assiégée (1947), Bêtes et démons, Cinq essais de poétique
- 姚雪垠  Yao Xueyin (en) (1910-1999), nouvelliste, romancier, Li Zicheng, La Longue Nuit
- 萧红   Xiao Hong (1911-1942), poétesse, essayiste, nouvelliste, L'acheminement, Sur la charrette, Terre de vie et de mort, le pont, Des âmes simples
- 楊絳  Yang Jiang (1911-2016), traductrice, dramaturge, mémorialiste, Le Baiun, Six récits de l'école des cadres, Mémoires décousus, Sombres nuées
- 穆時英 Mu Shiying (1912-1940), nouvelliste
- 韩素音 Han Suyin (1917-2012), romancière, historienne, essayiste, mémorialiste, Multiple splendeur, Jusqu'au matin, Les Quatre Visages et La montagne est jeune
- 劉以鬯 Liu Yichang (1918-2018, devenu hong-kongais), L'Ivrogne (1963), Tête bêche (1972, adapté en 2000 au cinéma In the Mood for Love)

### 1920
- 张爱玲  Eileen Chang (1920-1995), nouvelliste, traductrice, romancière, essayiste, La Cangue d’or, Rose rouge et rose blanche
- 墨人  Mo Jen (1920- ), poète, nouvelliste, romancier, essayiste, Poussière rouge
- 金庸  Jin Yong (1924-2018), romancier, L'Épée céleste et le Sabre du dragon
- 陆文夫  Lu Wenfu (1928-2005), nouvelliste, romancier, Le puits, Le Gastronome, Vie et passion d'un gastronome chinois, Nid d'hommes

### 1930
- 白桦 Bai Hua (1930-2019), poète, romancier, Ah! Maman, À demain désespoir
- Tan Xuemei (1931-), Passion métisse, Les Larmes de Mona Lisa
- 格子 Gezi (?)
- Wang Meng (écrivain) (1934-), nouvelliste, romancier, ministre, Xiao Dour (1955), La Fête de printemps, Nouveau au service d’organisation, Les Sourires du sage
- 张贤亮 Zhang Xianliang (1936-2014), poète, romancier, Mimosa, La moitié de l'homme, c'est la femme, La Mort est une habitude
- 陳秀美 Chen Ruoxi (1938-, Ch’en Jo-hsi ), d'origine taïwanaise, Le Préfet Yin et autres histoires de la Révolution culturelle
- Gu Long (1938-1985), romancier de cape et d'épée, Les Quatre Brigands du Huabei
- Dai Houying (en) (1938-1996), Étincelles dans les ténèbres

### 1940
- 高行健 Gao Xingjian (1940-), romancier, dramaturge, La Montagne de l'âme (1990), Le Livre d'un homme seul (2000), prix Nobel de littérature 2000
- 冯骥才  Feng Jicai (1942-), nouvelliste, historien, La natte prodigieuse, L'Empire de l'absurde, Le petit lettré de Tianjin
- 刘心武 Liu Xinwu (1942-), romancier, Le talisman, L'Arbre et la forêt, Poisson à face humaine, Poussière et sueur
- Jiang Rong (1946-, Lü Jiamin), Le Totem du loup
- 张承志 Zhang Chengzhi (1948-), romancier, Fleurs-entrelacs, Nuit verte, Le Glacier, Histoire de l'âme, Mon beau cheval noir
- Xuebo Guo (1948-, Mongolie), nouvelliste, romancier, La renarde du désert
- 北岛 Bei Dao (1949- ), poète, romancier, Vagues, 13, rue du Bonheur, Au bord du ciel, Paysage au-dessus de zéro
- 阿城 Zhong Acheng (1949-, Ah Cheng), nouvelliste, chroniqueur, scénariste, série des Rois (des échecs, des arbres, des enfants, 1985), Perdre son chemin
- 也斯 Ye Si (1949-2013, Leung Ping-kwan / Liang Pingjun, Hong Kong), nouvelliste, Îles et continents, En ces jours instables

### 1950
- Zhang Kangkang (1950-), nouvelliste, romancière, Le Droit à l'amour, Le Compagnon invisible, Les pavots blancs, Tempêtes de sable, L'Impitoyable
- Li Xiao (écrivain) (en) (1950-), romancier, Shanghaï triades

- Shi Tiesheng (en) (1951-2010), romancier, Fatalité
- 章家敦 Gordon G. Chang (1951-), juriste, avocat, journaliste, américain, L'effondrement imminent de la Chine (2001)
- Liu Qinbang (1951-), auteur de roman policier

- 贾平凹 Jia Pingwa (1952-), Le porteur de jeunes mariées, L'art perdu des fours anciens, La Capitale déchue, Le Village englouti

- 残雪  Can Xue (1953-), Dialogues en Paradis, Dialogue au paradis, La Rue de la boue jaune
- 马建 Ma Jian (1953-), journaliste, poète, romancier, La mendiante de Shigatze, Nouilles chinoises, Chienne de vie !, Chemins de poussière rouge
- He Jiahong (1953-), juriste, criminaliste, romancier, Le mystérieux tableau ancien, Crime de sang
- 秦晖 Qin Hui (1953-), historien, Moving Away from the Imperial Regime (2015)
- 王立雄 Wang Lixiong (1953-), Péril jaune (1990), Funérailles célestes : le destin du Tibet, Souvenirs du Xinjiang
- 韩少功  Han Shaogong (1953-), romancier, essayiste, Moon Orchid (1985), Bababa (1985), Womanwomanwoman (1985), Deserted City (1989), Intimations (2002)
- 张辛欣 Zhang Xinxin (1953-), nouvelliste, scénariste, réalisatrice, documentariste, Dans le calme d’une chambre d’hôpital, Sur la même ligne d'horizon, Au long du Grand Canal
- Mang Ye (1953-), romancier, Les secrets d'un petit, La fille de l'ascenseur, Intelligence

- 王安忆 Wang Anyi (1954-), Les Lumières de Hong Kong, Le Murmure de la pluie, Terminus, Amour dans une montagne dénudée, Amère jeunesse
- Jiang Yun (en) (1954-), nouvelliste, Délit de fuite, Lumière des ténèbres
- Jiang Zidan (1954-), Pour qui s'élève la fumée des mûriers ?, La main gauche
- 方方 Fang Fang (1955-), Une vue splendide, Soleil du crépuscule, Début fatal, Funérailles molles
- 张海迪 Zhang Haidi (1955-), romancière, essayiste, mémorialiste, Rêves en fauteuil roulant, Le sommet du ciel et Le ciel est long, Les oies sauvages volent vite, La fenêtre sur le ciel, La poursuite de la vie
- Yang Lian (1955-, exilé en Suisse), poète, Notes manuscrites d’un diable heureux, Là où s'arrête la mer
- Liu Xinglong (en) (1956-), romancier, Croquants de Chine
- Zhang Wei (écrivain) (1956-), nouvelliste, Un étang d'eau claire, Partance, récits d'ailleurs

- 莫言 Mo Yan (1956-), romancier, nouvelliste, Le Clan du sorgho (1986), Le Pays de l'alcool, Beaux Seins, Belles Fesses, Grenouilles, Prix Nobel de littérature 2012
- 徐星 Xu Xing (1956- ), paléontologue, Variations sans thème, Et tout ce qui reste est pour toi

- 池莉 Chi Li (1957-), romancière, Une taille de guêpe, Triste Vie, Soleil levant, Tu es une rivière
- 铁凝 Tie Ning (1957- ), nouvelliste, Le corsage rouge, Rêverie d'une paysanne enceinte, La douzième nuit, Fleur de coton
- Chang Ta-chun (en) (1957-, Dachun), romancier, La stèle du général
- Ye Zhaoyan (en) (1957-), scénariste, romancier, La jeune maîtresse

- 林白 Lin Bai (1958-), autobiographe
- 刘震云 Liu Zhenyun (1958-), nouvelliste, romancier, La boutique de la Tour, La farine et les fleurs de mon pays natal, Le portable
- 廖亦武 Liao Yiwu (1958-), poète, musicien, Le Grand Massacre, Dans l'empire des ténèbres (2011), Dieu est rouge
- 严歌苓, Yan Geling (1958-, Shanghai), romancière, nouvelliste, scénariste, La Fille perdue du bonheur, Fleurs de guerre, Le Serpent blanc, Le Jour où tu m'as touchée
- 王朔 Wang Shuo (1958-), réalisateur, romancier, Feu et glace, Dans la chaleur du Soleil, L'hôtesse de l'air, Je suis ton papa, Vous êtes formidables

- Tashi Dawa (en) (1959-, Zhaxi Dawa, Tibet), La splendeur des chevaux du vent[2], Le mutisme du sage
- A. Lai (1959- ), Sources lointaines, Les pavots rouges
- Zhang Yu (écrivain) (1959-), Ripoux à Zhengzhou

### 1960
- Diao Dou (1960-), nouvelliste, romancier, Jumeaux, Solutions, Nid de coucou
- 余华 Yu Hua (1960-), romancier, Un monde évanoui, Vivre !, Le vendeur de sang, Un amour classique, Cris dans la brume
- 刘慈欣 Liu Cixin (1963-), SF, Le Problème à trois corps (2008), La Mort immortelle (2010), Terre errante (2000)
- 苏童 Su Tong (1963-), nouvelliste, romancier, La maison des pavots, Visages fardés, Riz, Épouses et Concubines (1989), Le Dit du loriot
- 朱冰 Zhu Bing (1964-)
- Wang Chao (1964-), nouvelliste, réalisateur, L'Orphelin d'Anyang, Tibet sans retour
- Ge Fei (1964-), Nuée d'oiseaux bruns, Impressions à la saison des pluies, Coquillages
- Bi Feiyu (1964-), Les triades de Shanghai (1995), L'Opéra de la lune, De la barbe à papa un jour de pluie, Trois sœurs, La plaine
- Chi Zijian (1964-), Le Dernier Quartier de Lune , À la Cime des Montagnes, Neige et corbeaux
- Xi Yang (1965-), La rêveuse et la dragueuse, La shampouineuse
- Laoniu (1966-), Le Malaise (1999), Pentium III
- 唯色, Tsering Woeser (1966-), poétesse, essayiste, Mémoire interdite. Témoignages sur la révolution culturelle au Tibet (2006)
- 九丹 Jiu Dan (1968-, Zhu Ziping), romancière, Filles-dragons
- Qiu Huadong (1969-), romancier, Voyage au pays de l'oubli, Reflets sur la rivière obscure

## Période contemporaine

### 1970
- Hu Fang (en) (1970-), critique d'art, romancier, Shopping Utopia,  Jardin de fleurs en miroir, Pavillon avec aperçu sur cœur, Nouvelles Arcades
- 棉棉 Mian Mian (1970- ), romancière, L’Amant de Hongkong, Les Bonbons chinois, Panda Sex, Spectacle de la disparition
- 朱文颖 Zhu Wenying / Wenying Zhu (1970- ), L'incontournable histoire
- 魏微 Wei Wei (1970-), romancière
- 赵波 Zhao Bo (1971-), romancière
- 周卫慧 Zhou Weihui (1973-), romancière, Shanghai Baby (1999), Wo de Shan, Dog Dad
- Dai Lai (1973-), L'insecte sur la toile
- Guo Xiaolu (1973-), réalisatrice, romancière, Vingt Fragments d'une jeunesse vorace, La ville de pierre
- 盛可以, Sheng Keyi (1973-), romancière, nouvelliste, Un Paradis, Le Goût sucré des pastèques volées
- 周潔茹 Zhou Jieru (1976-), romancière
- 木子美 Mu Zimei (1978-), blogueuse, Journal sexuel d'une jeune Chinoise sur le net

### 1980
- 夏笳 Xia Jia (1984-), romancière, nouvelliste, Ton Temps est hors d'atteinte
- Tian Yuan (1985-), La Forêt zèbre